# Merry Wiesner-Hanks

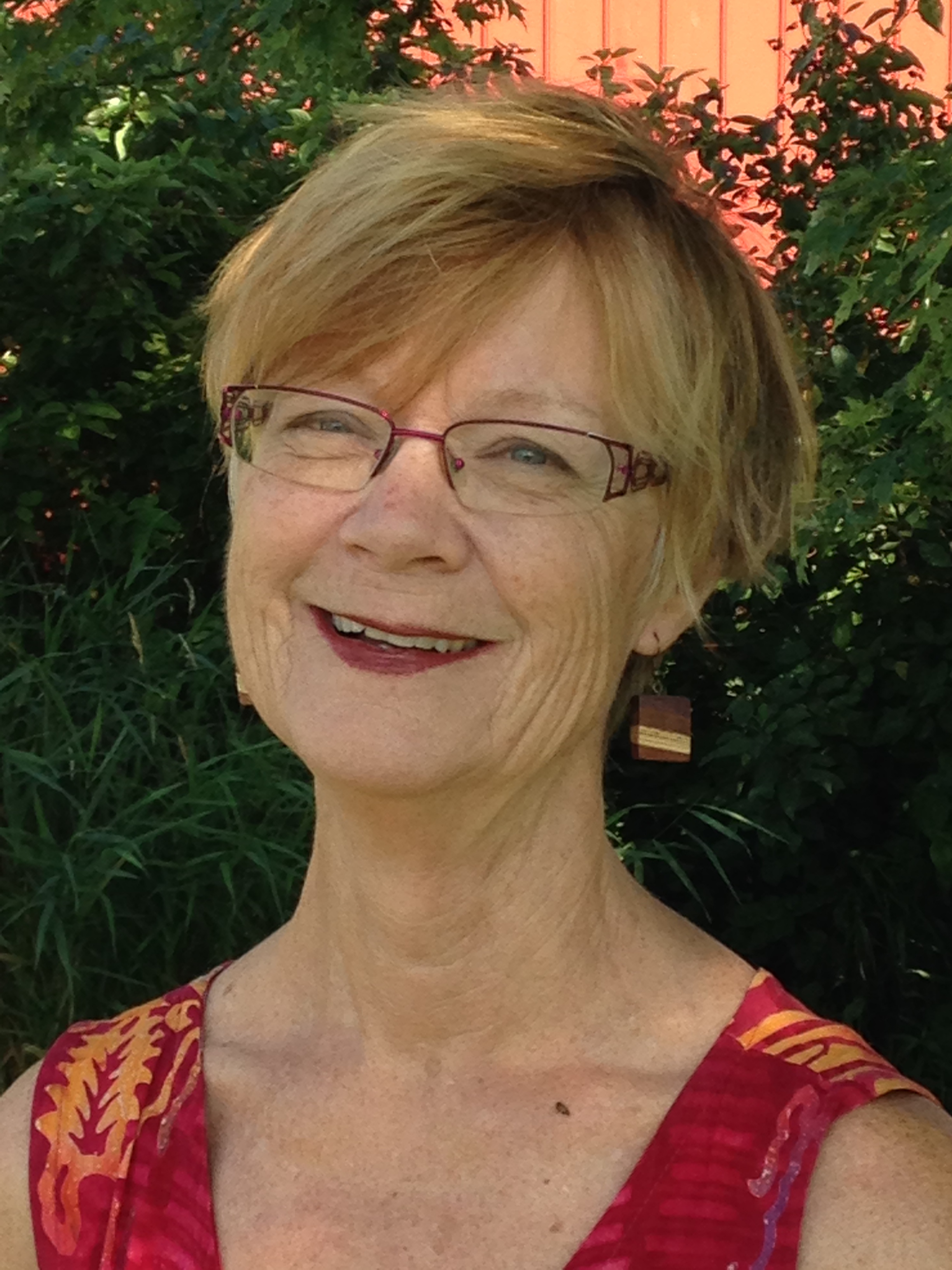
Fotografía de autorretrato

Merry E. Wiesner-Hanks es una historiadora social y cultural estadounidense, catedrática de historia  y profesora Emérita de la Universidad de Wisconsin-Milwaukee.
Es editora jefe de Cambridge World History 2015 en siete volúmenes y coeditora de tres de ellos: Volumen 5: Expanding Webs of Exchange and Conflict, 500CE–1500CE (ISBN 9780521190749) con Benjamin Z. Kedar y Volumen 6: The Construction of a Global World (La construcción de un mundo global), 1400-1800 d.C., Parte 1: Cimientos (ISBN 9780521761628 ) y Parte 2: Patrones de cambio.(ISBN 9780521192460 ) con Jerry H. Bentley y Sanjay Subrahmanyam.
Es doctora por la Universidad de Wisconsin-Madison, y de 1979 a 1985, fue profesora asistente en Augustana College, Rock Island, Illinois.
Wiesner-Hanks es editora senior de The Sixteenth Century Journal: The Journal of Early Modern Studies, y editora del Journal of Global History.
Entre sus libros están incluidos Mujeres y género en la Europa moderna temprana; Género en la historia: perspectivas globales; Europa moderna temprana, 1450-1789,  y Una historia concisa del mundo. Ha contribuido también en el libro de texto A History of Western Society con John P. McKay, publicado en varias ediciones.
Se describe así misma "...como historiadora de la Europa moderna temprana y como historiadora mundial global, con un enfoque principal en las mujeres, el género y la sexualidad".